# Шестаков, Владимир Афанасьевич
Владимир Афанасьевич Шестаков (16 апреля 1938, Берёзовка, Свердловская область — 26 февраля 2022) — российский политический деятель, депутат Государственной думы второго созыва

## Биография
В 1967 году окончил Уральский политехнический институт по специальности «Электропривод и автоматизация промышленных установок».
В 1995 году был избран депутатом Государственной Думы Федерального Собрания Российской Федерации по Кунгурскому одномандатному избирательному участку № 138.
Скончался 26 февраля 2022 года.